# San Vincenzo in Prato

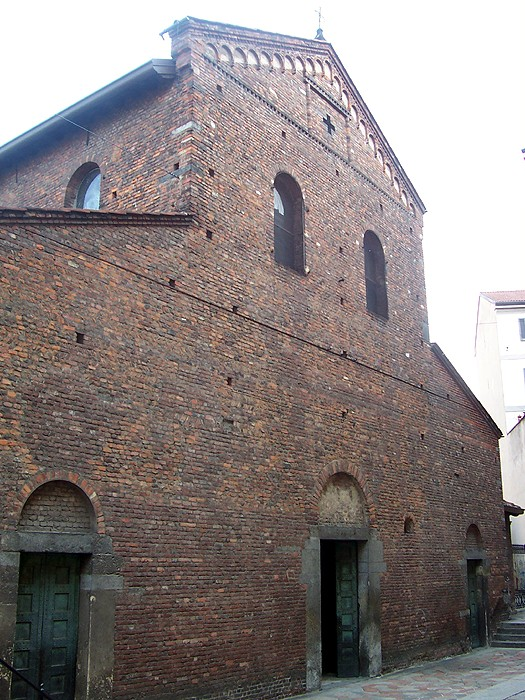
San Vincenzo in Prato, Mailand

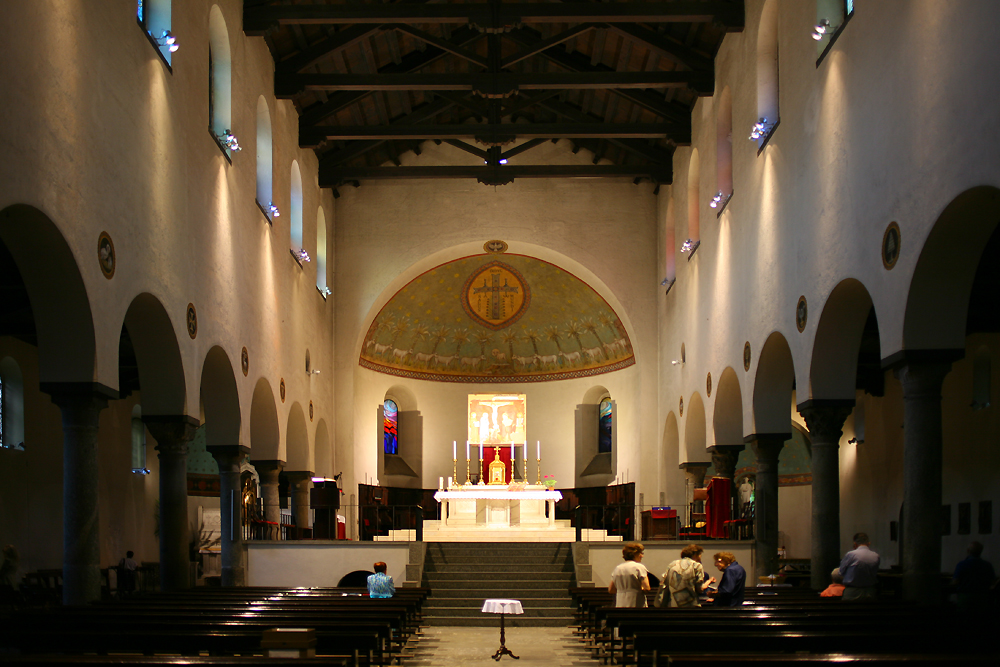
San Vincenzo in Prato, Innenaussicht

Die römisch-katholische Kirche San Vincenzo in Prato in der italienischen Stadt Mailand ist eine im Ursprung frühmittelalterliche Kirche, die dem Heiligen Vinzenz von Valencia gewidmet ist.

## Geschichte
Diese kleine Basilika aus Ziegeln mit einer Größe von etwa 40 mal 20 Metern ist in ihrer ursprünglichen Struktur erhalten geblieben, da sie bei keiner Restaurierung wesentlich verändert wurde, und ist das einzige erhaltene Zeugnis der frühesten Phase des Mailänder Christentums. Sie wurde an der Stelle eines römischen Tempels errichtet, der an der Straße nach Vigevano stand und möglicherweise Jupiter oder einem Oratorium gewidmet war, das im Zentrum einer römischen Nekropole stand, von der einige Funde an der linken Außenseite der Kirche eingemauert sind.
Die älteste Kirche wurde im Jahr 770 durch den langobardischen König Desiderius gegründet, der sie der Jungfrau Maria weihte. Später wurde sie an den Heiligen Vincenz umgewidmet, da dessen sterblichen Überreste in einer Urne in der Krypta gefunden wurden, zusammen mit denen von Quirinus von Siscia und Nikomedes, die im Jahr 859 gefunden wurden, und des Heiligen Abbondio, die im Jahr 1000 gefunden wurden. Der Beiname in Prato entstand, weil es sich auf dem Landgut Prata befand, das Bischof Odelperto gehörte, der es im Januar 806 an Arigauso, Abt der Kloster von Sant’Ambrogio, für seine Verdienste übergab, unter der Bedingung, dass es nach seinem Tod in die Hände der Mailänder Kurie zurückkehren würde.
Im Jahr 806 wurde ein Kloster an die Kirche angebaut. Zwischen dem 9. und 11. Jahrhundert bauten die Benediktiner die heute verfallende Kirche wieder auf, jedoch mit demselben Grundriss und Aussehen. Im Jahr 1520 wurde das Kloster aufgehoben und 1598 wurde die Kirche restauriert und als Pfarrei genutzt. Im Jahr 1797 wurde die Kirche nach den napoleonischen Gesetzen wie viele andere italienische Gotteshäuser entweiht und als Militärlager, Stallungen und Kasernen genutzt; im 19. Jahrhundert wurde sie als Chemiefabrik genutzt, der Glockenturm diente kurioserweise als Schornstein.
In den Jahren 1880 bis 1890 ließ der Architekt Gaetano Landriani, der für die Restaurierung der nahe gelegenen Kirche Sant’Ambrogio verantwortlich war, auf Drängen der städtischen Kommissionen unter der Leitung der Accademia di Belle Arti di Brera die Kirche in ihrem heutigen Erscheinungsbild restaurieren und unterstellte sie der Pfarrei Sant’Ambrogio. Während dieser Restaurierung wurde die Kirche mit neopäpstlichen Dekorationen des Malers Attilio Nicora geschmückt.
In der zweiten Hälfte des 20. Jahrhunderts führten die Mailänder Architekten Vito und Gustavo Latis eine Reihe von Eingriffen durch, die sich auf den Fußboden (1962) und das Dach (1973) erstreckten, sowie die Reform der Altäre nach dem Zweiten Vatikanischen Konzil, bei der einige der stilgerechten Neuanfertigungen aus dem 19. Jahrhundert entfernt wurden, darunter die meisten Bilddekorationen, die Ambos und die Betonbalustraden. Ebenso wurde die Verlegung des Altarbildes der Madonna del Pianto aus dem 15. Jahrhundert (1972–1978), das Einsetzen neuer Glasfenster nach einem Entwurf von Marta Latis (1980–1988) und die Restaurierung der Krypta (1989) vorgenommen.

## Ausstattung
Am Hauptaltar befindet sich ein Fresko der Kreuzigung aus dem 15. Jahrhundert, das als weinende Madonna bekannt ist und aus der nahegelegenen, abgerissenen Kirche San Calocero stammt und der Schule von Zavattari zugeschrieben wird. Im rechten Seitenschiff befindet sich das Fragment eines Freskos, das ebenfalls aus San Calocero stammt: Unsere Liebe Frau von der Hilfe; im linken Seitenschiff steht eine römische Säule, die bis 1885 die erste Spannweite des linken Bogens stützte. Die Krypta (in der der Leichnam von San Quirino Martire ruht) ist zusammen mit der Krypta von San Giovanni in Conca die einzige original erhaltene romanische Krypta in Mailand.
Das achteckige Baptisterium an der linken Außenseite ist ein Werk des Architekten Paolo Mezzanotte und wurde 1932 mit dem Segen von Ildefonso Kardinal Schuster hinzugefügt: Der hier enthaltene heilige Stein, der Teil des Taufbeckens ist, stammt aus der Kirche San Nazaro in Pietrasanta, die 1889 abgerissen wurde. Die drei einfachen, geprägten Kupfertüren stammen von dem Bildhauer Geminiano Cibau.

## Orgeln
Auf der Chorempore in der Gegenfassade befindet sich die Orgel der Firma Mascioni (opus 1146), erbaut im Jahre 1998 unter Wiederverwendung des Gehäuses und eines Teils des klanglichen Materials der vorherigen Cesare-Bernasconi-Orgel von 1897. Das Instrument hat eine gemischte Registertraktur, mechanisch für Manuale und Pedal, elektrisch für Register und Kombinationen, und verfügt über zwei Klaviaturen mit je 58 Tönen und eine Pedalwand mit 30 Tönen.
In der Apsis, hinter dem Hochaltar, befindet sich eine zweite Orgel, die von der Firma Mascheroni gebaut wurde. Das Instrument mit vollmechanischer Registertraktur hat eine Klaviatur mit 51 Tönen und eine Pedalwand mit 12 Tönen.

## Bilder

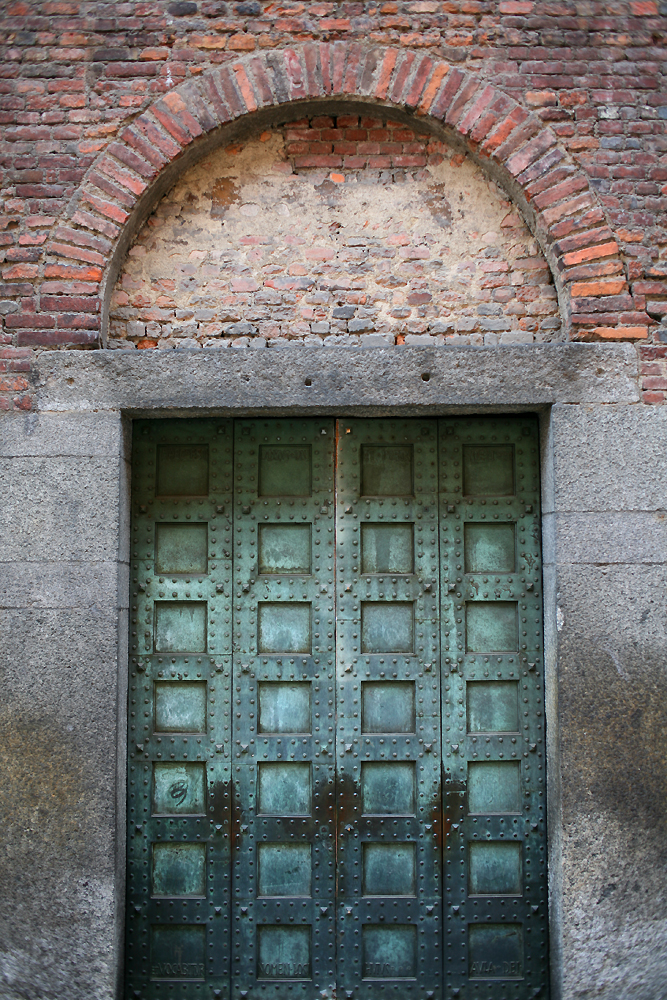
Basilica San Vincenzo in Prato, das Kupferportal von Geminiano Cibau
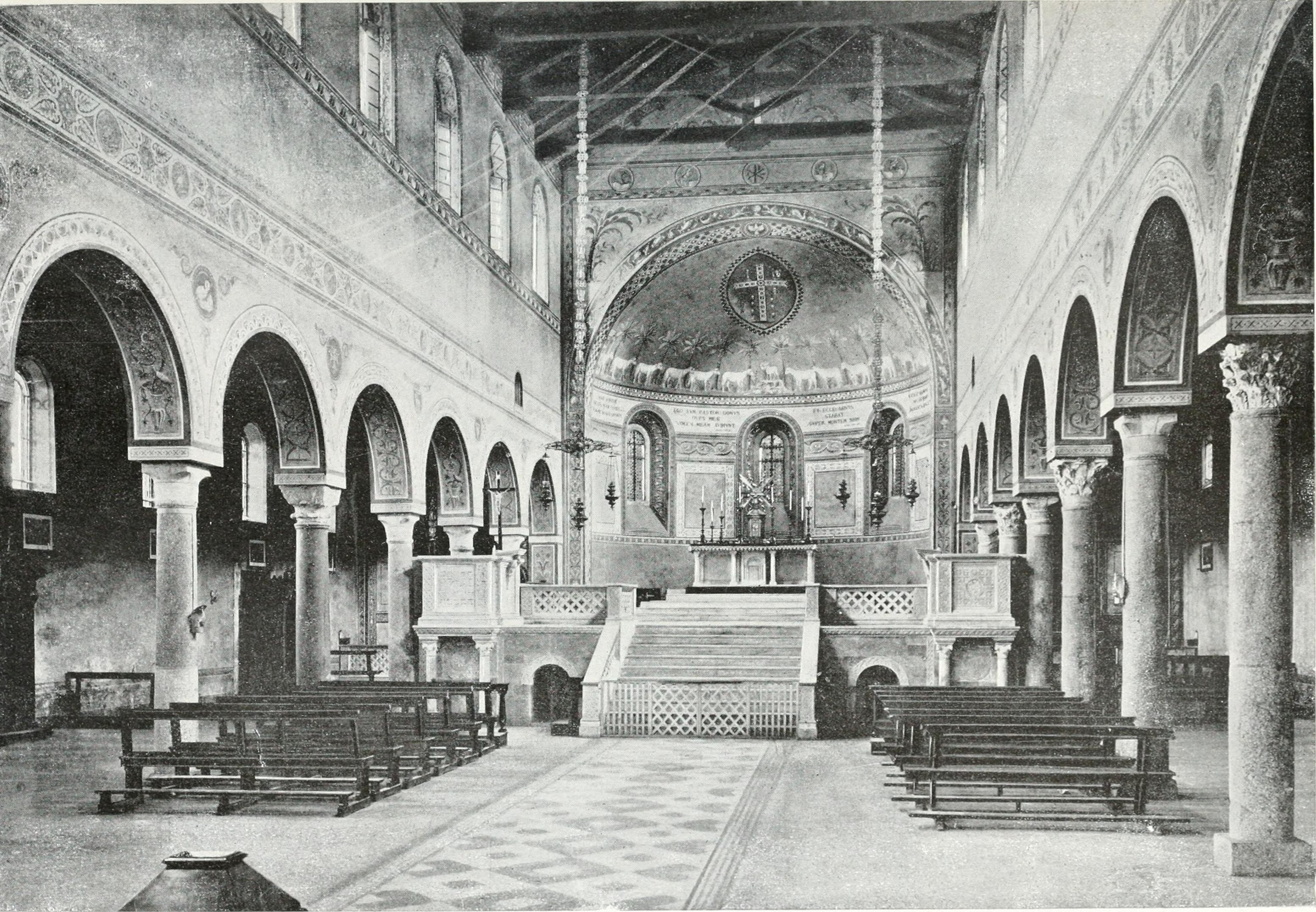
Das Innere im Jahr 1906
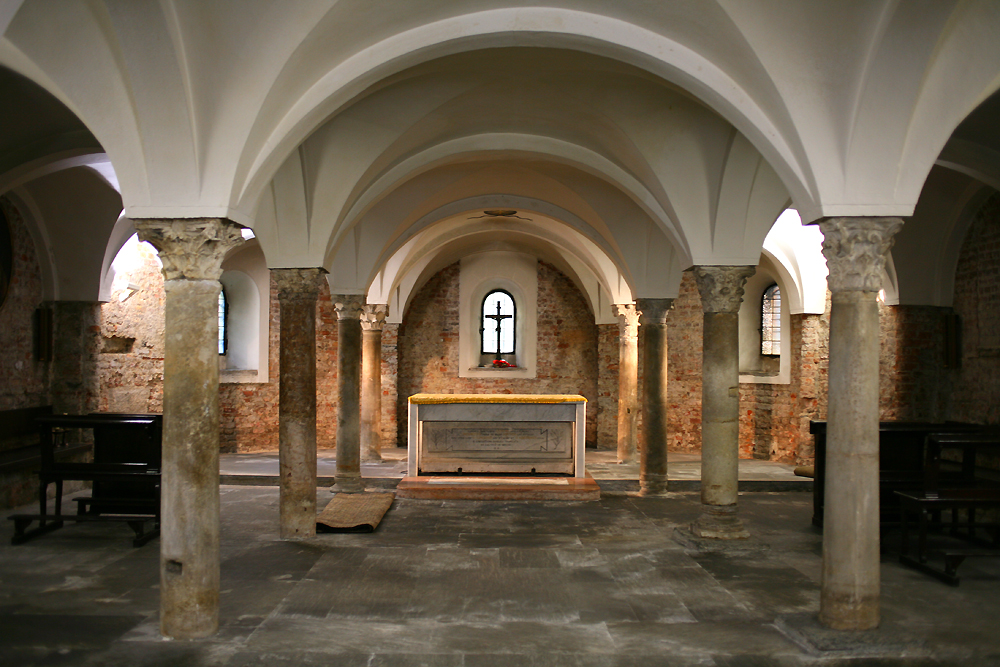
Die Krypta
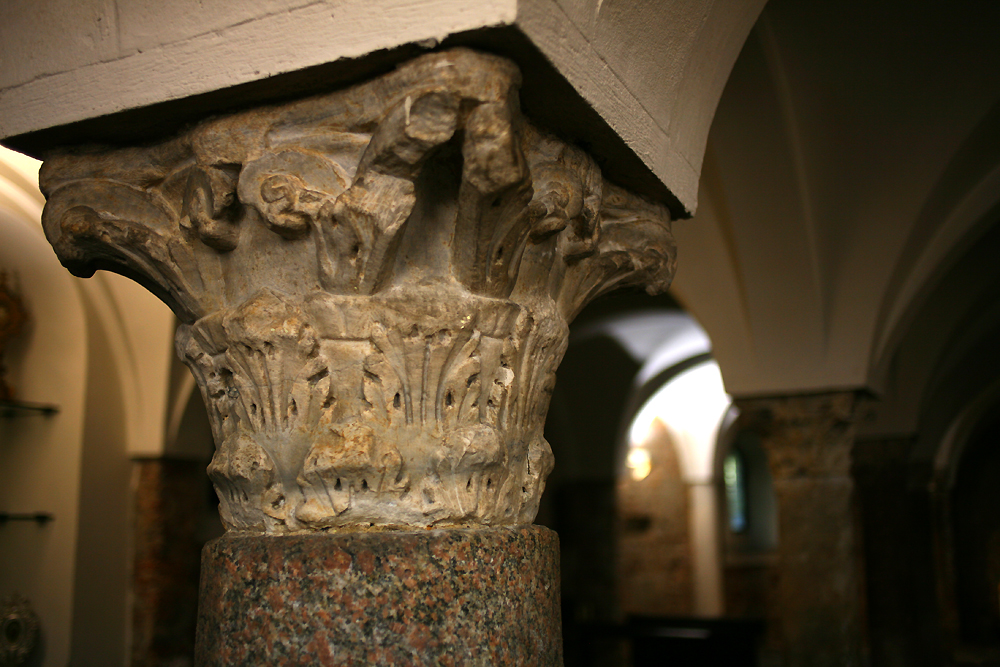
Ein Kapitell der Krypta
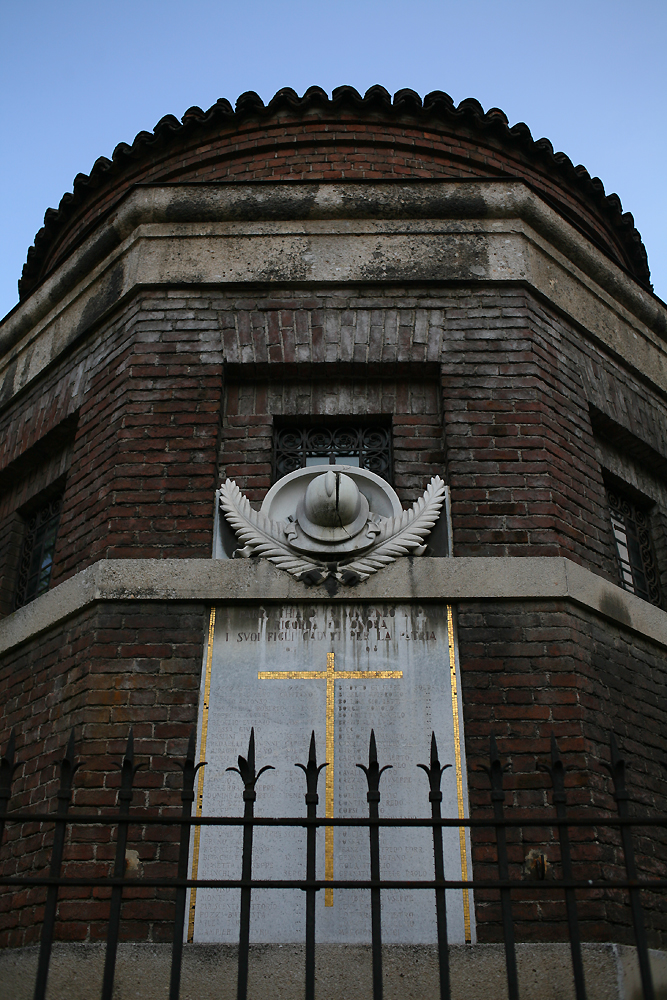
Außenansicht des Baptisteriums mit Widmung an die Gefallenen des Ersten Weltkriegs
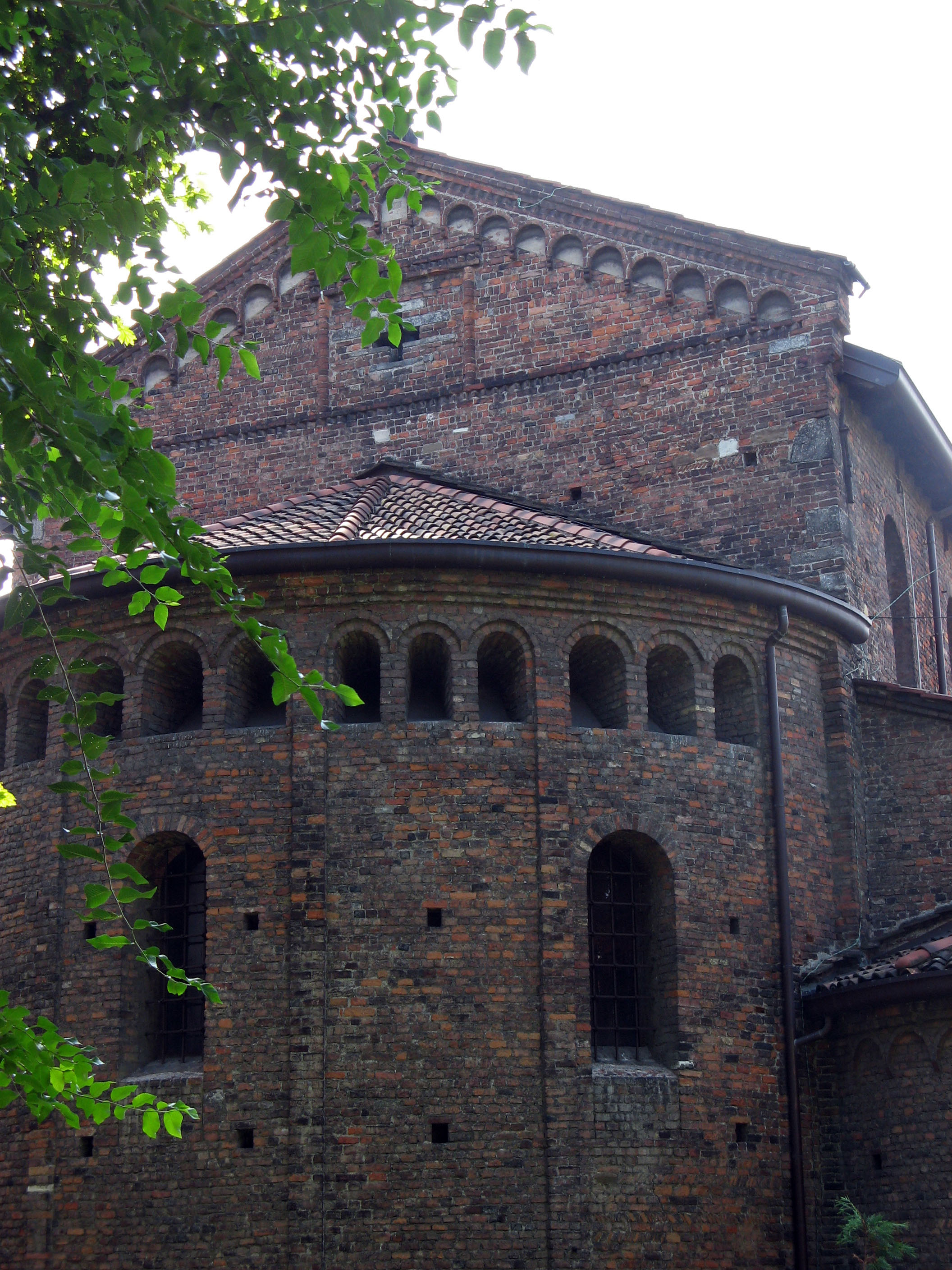
Außenansicht der Apsis
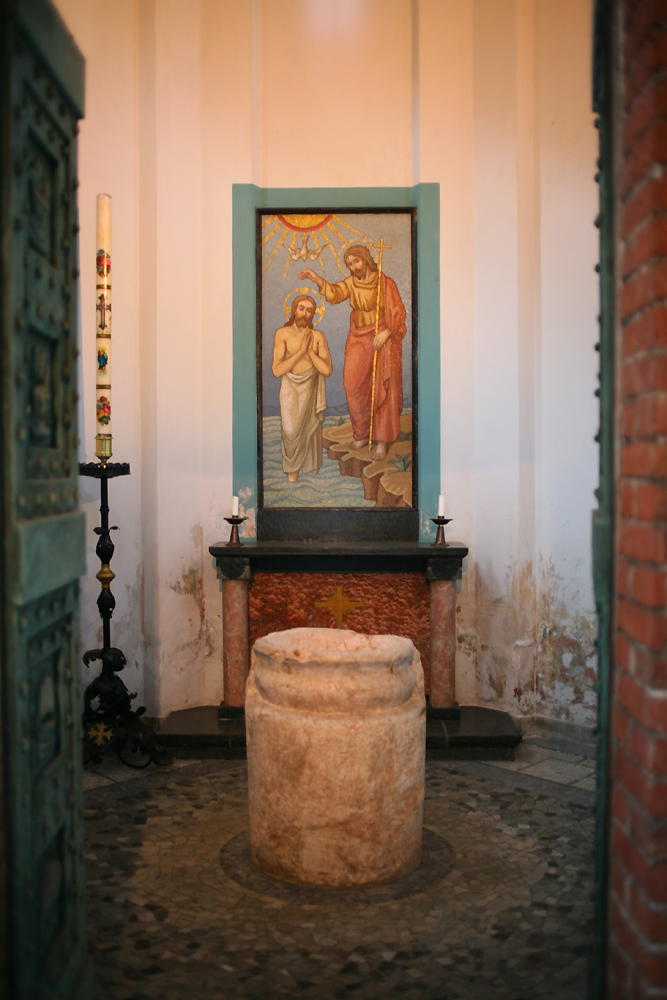
Der heilige Stein von San Nazaro in Pietrasanta